# جون أ. صليبا
جون أ. صليبا (بالإنجليزية: John A. Saliba)‏ هو عالم إنسان أمريكي، ولد في 1937.